# Svansmyrtjärnen
Svansmyrtjärnen är en sjö i Ljusdals kommun i Hälsingland och ingår i Ljusnans huvudavrinningsområde. Sjöns area är 0,01 kvadratkilometer och den befinner sig 300 meter över havet.